# Семенас, Алла Леоновна
Алла Леоновна Семенас (28 сентября 1937 — 16 июня 2007) — доктор филологических наук, специалист по лексикологии и лексикографии китайского языка.

## Биография
Окончила факультет китайского языка и литературы Пекинского университета в 1961 году. В течение многих лет работала в Отделе языков Института востоковедения РАН. Автор около 80 научных работ.
Принимала участие в подготовке «Большого китайско-русского словаря» под редакцией профессора И. М. Ошанина и лексикографической работе над «Китайско-русским словарем» (издательства Шанхайского института иностранных языков).
Умерла в 2007 году. Похоронена на Ваганьковском кладбище.